# SG Essen-Schönebeck
SGS Essen is een Duitse vrouwenvoetbalclub uit Essen dat sinds seizoen 2004/05 uitkomt in de Bundesliga voor vrouwen. De club is in 2000 ontstaan uit een fusie tussen VfB Borbeck en SC Grün-Weiß Schönebeck.
In 2012 nam de club haar intrek in het Stadion Essen dat gedeeld wordt met de mannen van Rot-Weiss Essen.
Het eerste mannenteam promoveerde in 2023 naar de Landesliga Niederrhein.

## Erelijst
- DFB-Pokal

Finalist (2x): 2014, 2020
- Regionalliga West

Winnaar (1x): 2004
- Verbandsliga Niederrhein

Winnaar (2x): 1996, 1999
- Landesliga

Winnaar (1x): 1992

### Competitieresultaten 2005-2024
| 10 |

| 6 |

| 6 |

| 7 |

| 5 |

| 10 |

| 9 |

| 5 |

| 6 |

| 6 |

| 5 |

| 5 |

| 6 |

| 5 |

| 4 |

| 5 |

| 8 |

| 10 |

| 7 |

| 4 |

| 9 |

| Bundesliga |

| Bundesliga |

| 10 |

| 6 |

| 6 |

| 7 |

| 5 |

| 10 |

| 9 |

| 5 |

| 6 |

| 6 |

| 5 |

| 5 |

| 6 |

| 5 |

| 4 |

| 5 |

| 8 |

| 10 |

| 7 |

| 4 |

| 9 |

| Bundesliga |

| Bundesliga |

## Bekende (oud-)speelsters
- Carola Winter (2004-2007)
- Jackie Groenen (2011)
- Dominique Janssen (2013-2015)
- Jill Bayings (2020-2022)
- Elze Huls (2022-2023)

SV Werder Bremen · 
MSV Duisburg · 
SG Essen-Schönebeck · 
Eintracht Frankfurt ·
SC Freiburg · 
TSG 1899 Hoffenheim · 
1. FC Köln · 
RB Leipzig ·
Bayer 04 Leverkusen · 
FC Bayern München · 
1. FC Nürnberg · 
VfL Wolfsburg
Staffel 1:
VSF Amern ·
SSV Bergisch Born ·
FC Kosova Düsseldorf ·
TuRU Düsseldorf ·
VfB 03 Hilden II ·
SC Kapellen-Erft · 
SC Victoria Mennrath ·
SC Union Nettetal ·
DJK Neuss-Gnadental ·
FC Remscheid ·
DV Solingen ·
TSV Solingen ·
1. Spvg. Solingen-Wald 03 ·
ASV Einigkeit Süchteln ·
SG Unterrath ·
SC Velbert ·
TVD Velbert ·
1. FC Wülfrath

Staffel 2:
Rhenania Bottrop ·
VfB Bottrop ·
SV Budberg ·
SG Essen-Schönebeck ·
SV Viktoria Goch ·
Sportfreunde Hamborn 07 ·
DJK/SF Katernberg ·
FC Kray ·
1. FC Lintfort · 
DJK Blau-Weiß Mintard ·
GSV Moers ·
Mülheimer FC 97 ·
Sportfreunde Niederwenigern ·
ESC Rellinghausen 06 ·
SV Scherpenberg ·
VfB Speldorf ·
SC Werden-Heidhausen ·
PSV Wesel-Lackhausen